# بيت المساوى (بني سعد)

تعديل مصدري - تعديل

بيت المساوى هي إحدى قرى عزلة الشويع بمديرية بني سعد التابعة لمحافظة المحويت، بلغ تعداد سكانها 278 نسمة حسب تعداد اليمن لعام 2004.